# Fils unique (roman)
Pour les articles homonymes, voir Fils unique (homonymie).
Fils unique est un roman de Stéphane Audeguy publié le 21 août 2006 aux éditions Gallimard et ayant reçu le Prix des Deux Magots l'année suivante.

## Résumé
François Rousseau, frère aîné de Jean-Jacques Rousseau, réinventé...

## Éditions
- Fils unique, éditions Gallimard, 2006  (ISBN 2-07-077724-3).